# Matteo Visioli
Matteo Visioli (* 20. Juli 1966 in Parma) ist ein italienischer römisch-katholischer Geistlicher und Kirchenrechtler.

## Leben
Matteo Visioli erwarb 1985 am Gymnasium Gian Domenico Romagnosi in Parma das Abitur und studierte anschließend Philosophie und Katholische Theologie am Studio Teologico Saveriano in Parma, wo er 1991 das Baccalaureato im Fach Katholische Theologie erwarb. Visioli empfing am 9. Mai 1992 das Sakrament der Priesterweihe. 1994 erwarb er an der Päpstlichen Universität Gregoriana in Rom das Lizenziat im Fach Fundamentaltheologie und 1996 das Lizenziat im Fach Kirchenrecht sowie ein Jahr später eine Spezialisierung in Rechtsprechung. 1999 wurde er im Fach Kirchenrecht promoviert.
Von 1999 bis 2008 war Visioli Bischofsvikar für Aufgaben der Weltkirche. Zudem war er von 2001 bis 2008 Mitglied des Komitees für kirchliche Unternehmen und Güter der Italienischen Bischofskonferenz. Von 2005 bis 2010 war Visioli Pfarrer der Pfarrei San Prospero in Collecchio. Am 13. Oktober 2009 wurde er Präsident der Caritas Children Onlus und am 15. Oktober 2010 Bischofsvikar für die Pastoral.
Daneben war Matteo Visioli seit 2005 Professor am Istituto Interdiocesano Superiore di Scienze Religiose San Ilario di Poitiers in Parma und seit 1. Mai 2011 dessen Direktor. Ferner lehrte Visioli seit 2008 Rechtstheologie an der Päpstlichen Universität Gregoriana in Rom und seit 2011 an der Facoltà di Diritto Canonico San Pio X des Studium Generale Marcianum in Venedig.
Am 14. September 2017 ernannte ihn Papst Franziskus zum Untersekretär der Kongregation für die Glaubenslehre.

## Werke (Auswahl)
- Il Diritto della Chiesa e le sue tensioni alla luce di un’antropologia teologica (= Tesi Gregoriana. Serie Diritto Canonico, Band 36). Gregorian University Press, Rom 1999, ISBN 88-7652-828-8 (zugleich Dissertation, Rom 1999).